# Gilze
Gilze est un village situé dans la commune néerlandaise de Gilze en Rijen, dans la province du Brabant-Septentrional. Le 1er janvier 2006, le village compte 7 498 habitants.